# Минусинская епархия
Минуси́нская епа́рхия — епархия Русской православной церкви, объединяющая приходы и монастыри в южной части Красноярского края (в границах краевого города Минусинска, а также Минусинского, Ермаковского, Идринского, Каратузского, Краснотуранского, Курагинского и Шушенского районов). Входит в состав Красноярской митрополии.

## История
Возникновения епископской кафедры в Минусинске связано с сопротивлением верующих начавшемуся в 1922 году обновленческому расколу. Более двадцати православных община юга Енисейской губернии избрали духовника Минусинского Покровского женского монастыря архимандрита Димитрия (Вологодского) епископом Минусинским. Было решено тайно командировать его в Москву на епископскую хиротонию, совершить которую удалось лишь 19 мая 1923 года в Архангельске, где в то время находились в ссылке архиепископ Верейский Иларион (Троицкий) и епископ Ладожский Иннокентий (Тихонов).
Формально новая кафедра была викарной, но де-факто после уклонения в обновленчество епископа Назария (Андреева) не было правящего архиерея, в подчинении которого находился епископ Димитрий (Вологодский). Впоследствии Патриарх Тихон дал минусинскому епископу статус правящего архиерея, а возглавляемая им епархия стала именоваться Минусинская и Усинская епархия, включившая в себя приходы Минусинского уезда Енисейской губернии и Тувинской Народной Республикой Из 125 приходов епархии, 115 к этому времени принадлежало обновленцам. Трудами первого Минусинского епископа Димитрия (Вологодского) за короткий срок 95 приходов вернулось в Патриаршую церковь, а к концу 1920-х годов обновленчество в Минусинске сошло на нет.
10 сентября 1928 года Минусинская епархия становится викариатством Енисейской епархии.
24 июля 1935 года вернувшийся из ссылки епископ Димитрий (Вологодский) был восстановлен правящим архиереем Минусинской епархии, 30 марта 1936 года он был возведён в сан архиепископа. После ареста и расстрела архиепископа Димитрия в 1937 году Минусинская епархия не замещалась и была упразднена.
Епархия Вновь учреждена решением 28 декабря 2018 года решением Священного Синода путём выделения её из состава Красноярской епархии со включением в состав Красноярской митрополии. Правящий архиерей получал титул «Минусинского и Курагинского». По словам епископа Никанора (Анфилатова): «наступил такой момент, когда требуется более оперативное управление приходами. <…> Красноярск — это все-таки достаточно далеко отсюда, и возникла потребность в том, чтобы здесь, на юге, была образована пятая епархия на территории Красноярского края».

## Епископы
Минусинская епархия
- 19 мая 1923 — 10 сентября 1928 — Димитрий (Вологодский)

Минусинское викариатство Енисейской епархии
- 10 сентября 1928 — 26 февраля 1933 — Димитрий (Вологодский)
- 3 января — 3 мая 1934 — Дионисий (Прозоровский)
- 3 мая 1934 — 27 июля 1935 — Антоний (Миловидов)

Минусинская епархия
- 4 июля 1935 — 23 октября 1937 — Димитрий (Вологодский)
- 28 декабря 2018 — 13 апреля 2021 — Никанор (Анфилатов)
- 13 апреля 2021 — 24 августа 2023 (в/у) — Пантелеимон (Кутовой)
- 24 августа 2023 — 13 февраля 2024 — Игнатий (Пунин)
- 13 февраля — 27 апреля 2024, в/у — Пантелеимон (Кутовой)
- c 27 апреля 2024 года — Серафим (Пасанаев)

## Благочиния
Епархия разделена на 3 церковных округа (по состоянию на октябрь 2022 года):
- Курагинское благочиние (Курагинский, Каратузский, Краснотуранский и Идринский районы)
- Минусинское благочиние (Ермаковский и Минусинский районы)
- Шушенское благочиние (Шушенский район)

## Монастырь
- Вознесенский монастырь в селе Кочергине Курагинского района (женский)